# Data link connection identifier
Le data link connection identifier (sigle : DLCI) est un identifiant à valeur locale (à une interface) permettant d'acheminer un paquet jusqu'à sa destination sur le réseau de communication. Ce qui peut être fait par RARP. Par exemple, le même numéro peut être utilisé par plusieurs routeurs sans poser de problème de connectivité. 
Le champ DLCI est localisé dans l'en-tête du relais de trames (avec le FECN et le BECN) qui est l'adresse de destination de la trame correspondant à un circuit virtuel permanent (PVC). Le standard a été développé conjointement par l'ANSI et le CCITT pour permettre l'existence de 1024 DLCI. Mais seulement les nombres de 16 à 1007 sont disponibles pour chaque utilisateur.
Les valeurs DLCI utilisées sont les suivantes :
| 0         | Établissement de la liaison virtuelle (contrôle)            |
| 1-15      | Réservés                                                    |
| 16-1007   | DLCI liaison virtuelle utilisateur (commutée ou permanente) |
| 1008-1018 | Réservés                                                    |
| 1019-1022 | Multicast                                                   |
| 1023      | Signalisation de la congestion (CLLM) et protocole LMI      |